# Barajul Vădeni
Lacul Vădeni este un lac de acumulare pe râul Jiu, în județul Gorj, fiind situat în nord-vestul orașului Târgu-Jiu. Suprafața lui este de 77 de hectare. 

## Barajul
Construcția barajului s-a făcut în perioada 1985 - 1989.
Este un baraj de greutate, de pământ, cu paramentul amonte din beton.
Barajul are înălțimea de 25,00 m, lungimea de 78,00 m și un volum de 47400 m³. Digul are înălțimea de 13,00 m, lungimea de 1.800,00 m și un volum de 966000 m³. Volumul proiectat al acumulării este de 4,80 mil.m³ de apă.
Volumul total prevăzut pentru lacul de acumulare Vădeni a fost de 4,5 milioane metri cubi, dar în prezent lacul este colmatat în proporție de 90%. Din această cauză există un risc de fisură a barajului, iar centrala hidroelectrică nu poate funcționa decât două ore pe zi.
Coronamentul barajului este traversat de centura de nord-vest a municipiului Târgu-Jiu.

## Centrala hidroelectrică
Centrala hidroelectrică Vădeni a fost dată în folosință în anul 1993 cu o putere instalată de 11 MW. Este dotată cu două turbine Kaplan și o turbină de mică cădere. Debitul instalat de 90.00 m³/s, cu o cădere de 16 m.